# Frances Mercer
Frances Mercer (ur. 21 października 1915 w New Rochelle, zm. 12 listopada 2000
w Los Angeles) – amerykańska aktorka.

## Wybrana filmografia
- 1938: Blond niebezpieczeństwo jako Helen
- 1938: Blind Alibi jako Ellen
- 1938: Crime ring jako Judy Allen
- 1938: Smashing the Rackets jako Susan Lane
- 1938: The Mad Miss Manton jako Helen Frayne
- 1938: Annabel Takes a Tour jako Natalie Preston
- 1939: Beauty for the Asking jako Patricia Wharton
- 1939: Society Lawyer jako Sue Leonard
- 1939: Na skrzydłach sławy jako Claire Ford
- 1946: Piccadilly Incident jako Joan Draper
- 1955: There's Always Tomorrow jako Ruth Doran
- 1957: Young and Dangerous   jako pani Price